# Nikita Koloff
Nikita Koloff (* 9. März 1959 in Minneapolis, Minnesota als Nelson Scott Simpson) ist ein ehemaliger US-amerikanischer Wrestler. Zu seinen größten Erfolgen zählt der zweifache Erhalt der NWA World Tag Team Championship. Simpson änderte seinen bürgerlichen Namen 1988 in Nikita Koloff.
Koloff sieht sich als wiedergeborenen Christen und besitzt mit der Universal Wrestling Alliance (UWA) seine eigene, christlich geprägte, Liga.

## Karriere

### Anfänge/NWA
Koloff begann seine Karriere 1984 bei zur National Wrestling Alliance (NWA) gehörenden Promotion Mid-Atlantic Championship Wrestling (MACW). Fortan trat er bei verschiedenen Verbänden und Ligen wie z. B. der American Wrestling Association oder Continental Wrestling Association auf.
Mit Ivan Koloff und Krusher Khruschev bildete er die Gruppierung The Russians. Zusammen mit Ivan Koloff erhielt er am 18. März 1985 die NWA World Tag Team Championship. Den Titel gaben sie am 9. Juli an das Tag-Team The Rock ’n’ Roll Express ab, erlangten die Titel am 13. Oktober 1985 jedoch wieder zurück.
Koloff wurde generell als sowjetischer Bösewichts dargestellt und in der Folgezeit gegen den Amerikaner Magnum T.A. alias Terry Allen gebucht, der als aufstrebender Star galt. Da letzterer jedoch durch einen Autounfall so schwer verletzt wurde, dass seine Karriere endete, veränderte man Koloffs Rolle zum geläuterten Athleten, der fortan mit der Gruppierung Four Horsemen fehdete.
Im August 1986 erhielt Koloff die NWA United States Heavyweight Championship und vereinigte diese ein Jahr später mit der NWA heavyweight Championship zur die NWA World Television Championship.

### World Championship Wrestling
Im April 1991 kam Koloff zur damaligen Promotion NWA World Championship Wrestling (NWA/WCW), die sich gut sechs Monate später von der NWA trennen sollte. In der nunmehrigen WCW arbeitete er zunächst in einem Programm mit Gegner Lex Luger, ab Juni des Jahres mit Sting. Im August 1991 verkündete Koloff, dass er eine Pause einlegen würde.
Im Februar 1992 kehrte Koloff in die WCW zurück und schloss sich Sting und dessen Stable Sting’s Squadron (bestehend aus Barry Windham, Dustin Rhodes, Ricky Steamboat und Sting) an. Gemeinsam fehdeten sie gegen The Dangerous Alliance (bestehend aus Paul E. Dangerously, Rick Rude, Steve Austin, Arn Anderson, Larry Zbyszko, Beautiful Bobby und Madusa). Auf Grund einer Nackenverletzung, die er am 25. Oktober 1992 in einem Match gegen Big Van Vader erlitten hatte, gab er kurz darauf sein Karriereende bekannt.

### NWA Total Nonstop Action
2003 war Koloff kurzfristig bei NWA Total Nonstop Action Wrestling zu sehen. Seine Verpflichtung umfasste jedoch nur einige Auftritte als maskierter Mr. Wrestling IV, ohne dass er aktiv ein Match bestritt.

## Erfolge

### Titel
- National Wrestling Alliance

- 2× NWA World Tag Team Champion mit Ivan Koloff
- 1× NWA World Television Champion
- 1× NWA National Heavyweight Champion
- 1× NWA United States Heavyweight Champion
- 1× UWF Television Champion

### Auszeichnungen
- Pro Wrestling Illustrated

- Feud Of The Year (1987)
- Most Inspirational Wrestler (1987)

- National Wrestling Alliance

- NWA Hall of Fame (2008)